# デイビッド・ゼッド
デヴィッド・カーク・トレイラー（David Kirk Traylor）は、デヴィッド・ゼッド（David Zed）、ミスター・ゼッド（Mr. Zed）の芸名で知られるアメリカのパントマイム、俳優、歌手であり、主にイタリアとアメリカで活躍するコメディアンである。パントマイムの仕事では、架空の人間型ロボット「ミスター・ゼッド」を演じる。

## 経歴
インディアナポリス生まれのデヴィッド・トレイラーは、1970年代後半に人型ロボット「ゼット」のパフォーマンスで成功を収めた。1980年、彼は歌手としてサンレモ音楽祭に出演し、「R.O.B.O.T.」という曲を歌い、大ヒットとなった。1990年代半ば、彼はテレビ番組「Mr.Zed Show」の作者兼司会者となり、Orbit Satelliteテレビネットワークを通じて中東、北アフリカ、北ヨーロッパ全域で放送された。ミスター・ゼッド・ショー』は、この種の番組としては初めて、すべてデジタル・ビデオで撮影された。このシリーズでは、彼のミスター・ゼッドというキャラクターをコメディアンとして改編し、史上初のロボット・スタンドアップ・コメディアンとして描かれた[4]。
また、数々の映画やテレビシリーズにも出演している。「ミスター・ゼッド」として、2019年にアメリカのリアリティ・テレビ・コメディ・コンペティション・シリーズ『Bring the Funny』に出場し、1回戦（「オープンマイク」）まで勝ち進んだ。シーズンフィナーレでは特別ゲストとして復帰し、『Tonight Show with Jimmy Fallon』に出演して番組を宣伝した。

## ディスコグラフィー

### シングルス
- 1980 – 「I'm a Robot/I'm a Robot (インストゥルメンタル・バージョン)"」(バナナレコード, 7インチ")
- 1980 - 「R.O.B.O.T.(erreobioti)/R.O.B.O.T.(Version Strumentale)」（EMI、7インチ）
- 1980 - 「Balla robot/Balla Robot (Versione Strumentale)」（バナナ・レコード、7インチ）
- 1983 – 「Ballarobot/I am a Robot」 (バナナレコード, 7インチ")
- 1986 – 「Witch Doctor/U-I-U-A-A」（G&Gレコード、7インチ、12インチ）